# Sous-préfecture de Saint-Laurent-du-Maroni
La sous-préfecture de Saint-Laurent-du-Maroni est un monument historique de Guyane situé dans la ville de Saint-Laurent-du-Maroni.
Le site est inscrit monument historique par arrêté du 17 août 1979.